# Dorothy (banda)
Dorothy es una banda de rock estadounidense originaria de Los Ángeles, California, formada en 2014. Está conformada por la cantante Dorothy Martin, el baterista Jason Ganberg, los guitarristas Nick Perri y Eli Wulfmeier y el bajista Eliot Lorango. Publicaron su primer trabajo discográfico, un EP titulado Dorothy, en 2014. Rolling Stone se refirió a ellos como "una banda que debes conocer" y los incluyó en la posición #14 en su lista de los 50 mejores nuevos artistas publicada en 2014.

## Discografía

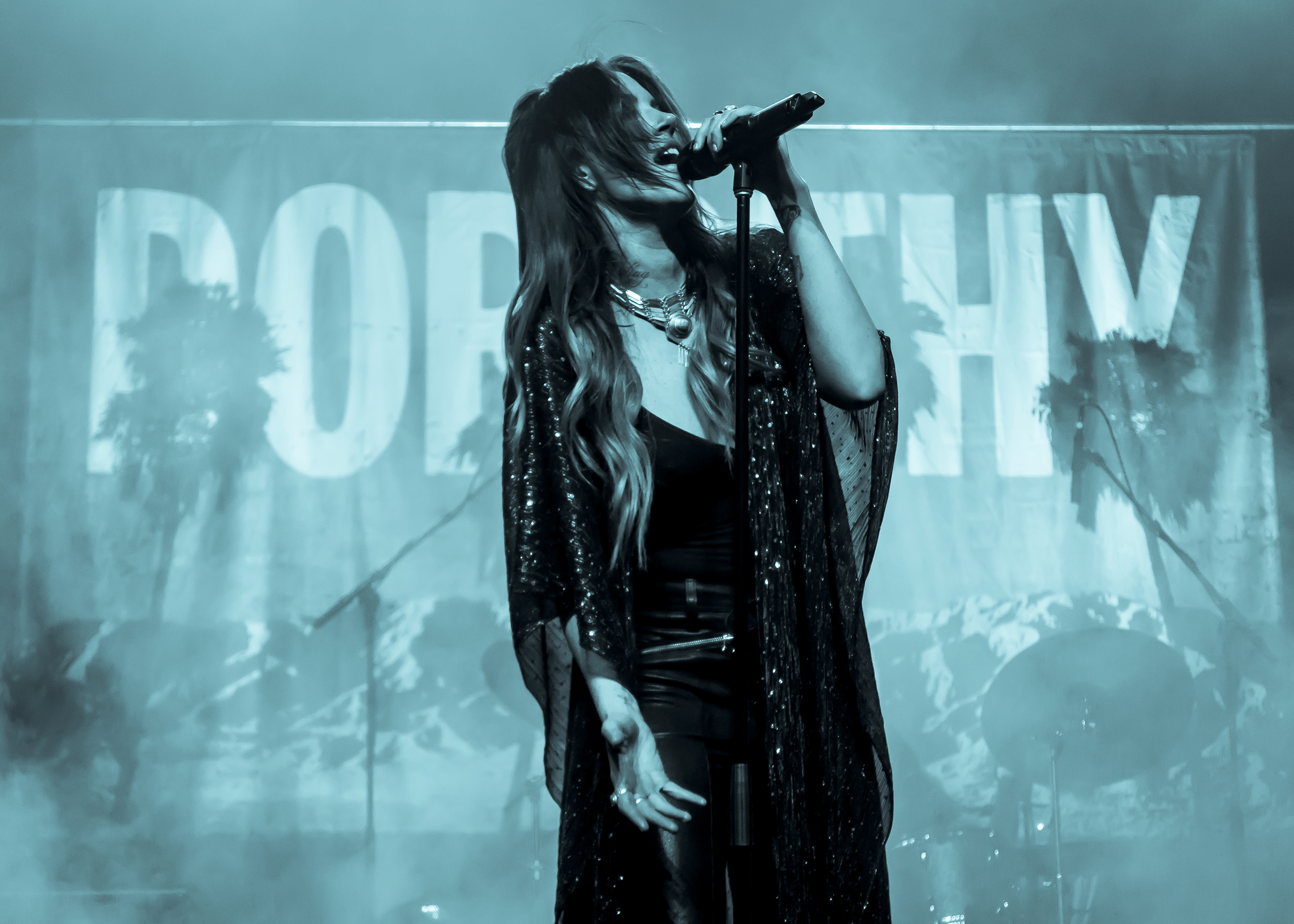
Dorothy en vivo en 2018

### Estudio
| Título                    | Detalles                                   |
| ------------------------- | ------------------------------------------ |
| ROCKISDEAD                | - 24 de junio de 2016 - Roc Nation Records |
| 28 Days in the Valley     | - 16 de marzo de 2018 - Roc Nation Records |
| Gifts from the holy ghost | - 22 de abril de 2022 - Roc Nation Records |

### EP
| Título  | Detalles                                   |
| ------- | ------------------------------------------ |
| Dorothy | - 15 de diciembre de 2014 - Claray Records |

### Sencillos
| Título                | Año  | Posición en listas | Posición en listas | Álbum                     |
| Título                | Año  | EE. UU. Main       | FRA                | Álbum                     |
| --------------------- | ---- | ------------------ | ------------------ | ------------------------- |
| "After Midnight"      | 2014 | —                  | —                  | Dorothy                   |
| "Wild Fire"           | 2014 | —                  | —                  | Dorothy                   |
| "Wicked Ones"         | 2014 | —                  | 117                | Dorothy                   |
| "Gun in My Hand"      | 2015 | —                  | —                  | Dorothy                   |
| "Bang Bang Bang"      | 2015 | —                  | —                  | Dorothy                   |
| "Raise Hell"          | 2015 | 31                 | —                  | Rockisdead                |
| "Get Up"              | 2016 | —                  | —                  |                           |
| "Missile"             | 2016 | —                  | —                  | Rockisdead                |
| "Dark Nights"         | 2016 | 36                 | —                  | Rockisdead                |
| "Down to the Bottom"  | 2017 | 35                 | —                  |                           |
| "Flawless"            | 2018 | 8                  | —                  | 28 Days in the Valley     |
| "Who Do You Love"     | 2018 | 28                 | —                  | 28 Days in the Valley     |
| "What's Coming To Me" | 2021 | 35                 | __                 |                           |
| "Rest in peace"       | 2022 | 2                  | __                 | Gifts from the holy ghost |
| "Black sheep"         | 2022 | 12                 | __                 | Gifts from the holy ghost |
| "Beautiful life"      | 2022 | __                 | __                 | Gifts from the holy ghost |

## Miembros

### Actuales
- Dorothy Martin – Voz (2014–presente)
- Devon Pangle _ Guitarra (2019-presente)
- Jason Ganberg – Batería (2017–presente)
- Eli Wulfmeier – Guitarra y corista (2017–presente)
- Eliot Lorango – Bajo y corista (2014, 2017–presente)

### Anteriores
- Zac Morris – Batería (2014–2016)
- Gregg Cash – Bajo (2014–2017)
- Mark Jackson – Guitarra (2014–2016)
- Nick Maybury – Guitarra (2017-2018)
- Owen Barry  – Guitarra (2018)
- Nick Perri – Guitarra (2018–2019)

## Carrera

### 2013 - 2014: Comienzo yDorothyEP
A principios de 2013, Dorothy Martin conoció al productor y guitarrista Mark Jackson y a su socio de producción Ian Scott por su primo Sam Wofford, quien tocaba la guitarra en ese momento para la banda de Jackson, The Remedy. "Cuando escuchamos la voz de Dorothy, pensamos, 'Mierda, si ponemos esto detrás de algunos riffs de metal de la vieja escuela, tendremos algo grande'", dijo el guitarrista Mark Jackson en una entrevista de noviembre de 2014 con Rolling Stone. "Sonaba genial cuando lo hicimos, solo tener ese fondo gordo de los discos de hip-hop de la vieja escuela con guitarras de metal [tocando] riffs realmente simples. [Llevamos] esto de regreso a AC / DC o Sabbath, solo uno guitarra, un bajo, batería y voces de mala muerte ". Martin bromeó: "Básicamente, queremos hacer canciones que creemos que a Beavis y Butthead les gustaría". [2] Jackson y Scott llamaron a su amigo Gregg Cash para que tocara el bajo.
Lo que comenzó como una balada de piano que Dorothy había tocado para Jackson y Scott durante una de sus primeras reuniones se transformó en el contundente debut de la banda "After Midnight". El 10 de junio de 2014, el video de "After Midnight" se estrenó en la cadena de música Vice Noisey, apodado como "la mezcla perfecta de rock moderno". [3] El video de la presentación en vivo fue filmado en Swinghouse Studios en Hollywood por George Robertson y Aris Jerome. El video presentaba a la vocalista Martin vistiendo su abrigo de piel característico, camiseta vintage y labios rojos.
La canción se difundió rápidamente, escalando en las listas de blogs de música de Hype Machine y ganando terreno a nivel local en Los Ángeles y en el extranjero. Dorothy realizó comparaciones tempranas con The Kills, The White Stripes, Patti Smith y Grace Slick. La publicación de moda con sede en Londres Hunger TV comentó que "se siente bien saber que el poder puro, el sexo y el whisky vuelven a estar de moda". [4] El 24 de julio de 2014, el Huffington Post nombró a "After Midnight" como la canción número uno de sus 12 canciones que debes conocer esta semana, calificándolas de "peligrosas", "increíbles" y "exactamente lo que el rock necesita". [5 ]
En agosto de 2014, Skullcandy invitó a la banda a actuar en ciudades selectas de Europa, incluidas París, Berlín y San Sebastián. El 12 de septiembre de 2014, Vogue UK estrenó un video con "After Midnight" protagonizado por la modelo y actriz inglesa Suki Waterhouse. [6] Después de escuchar la canción en LA radio, el DJ y director musical de KCRW, Chris Douridas, invitó a Dorothy a actuar durante su serie semanal School Night en Bardot, Hollywood, el 6 de octubre de 2014. "Una sala repleta se acercaba cada vez más al escenario mientras Dorothy, whisky en con una mano y el micrófono en la otra, hipnotizaron a la multitud con su poderosa voz ", señaló Pamela Chelin de LA Weekly. [7] "Ella es tan rudo ... como una Adele acelerada que se tambalea al borde del caos", dijo Douridas a Chelin. [7]
El 19 de agosto de 2014, la banda estrenó su segundo sencillo "Wild Fire" en IndieShuffle con excelentes críticas. [8] El 27 de octubre de 2014, Billboard estrenó el tercer sencillo de Dorothy "Wicked Ones", comparando su sonido de rock y blues con Black Sabbath y The White Stripes. "Obtienes una carga de su tranquilidad relajada y te recuerdan que siempre ha habido niños como ellos que se han mantenido nerviosos, aunque fuera del radar, lejos de la atención general", señaló Chris Payne de Billboard. [9] "Wicked Ones" se convirtió en el sencillo más exitoso de la banda hasta el momento. Fue la canción de indie rock de tendencia número uno en SoundCloud, alcanzó el puesto número cuatro en la lista HypeMachine y fue seleccionada por Skullcandy para liderar una campaña publicitaria nacional con James Harden.
El 28 de octubre de 2014, Dorothy lanzó su EP debut homónimo, que fue grabado en una habitación libre en la residencia de Scott en Los Ángeles. Después del lanzamiento, encabezaron una residencia local en Bootleg Theatre todos los lunes por la noche en noviembre. Ese mes, grabaron una versión de "No Church in the Wild" de Jay Z y Kanye West, y desde entonces la agregaron a sus presentaciones en vivo, que han recibido críticas entusiastas. Después de la residencia, Dorothy fue nombrada en la lista de artistas que necesitas saber de Rolling Stone el 24 de noviembre de 2014. "Realmente obtienes toda la energía de todos, porque pusieron su corazón y alma en la actuación", dijo Martin a Rolling Stone. "Es más suelto; no va a ser exactamente como el disco. Hay mucha energía y vibra". [2] En una entrevista con LA Weekly, Martin habló sobre la banda y la superación del miedo escénico. "Siempre quise cantar y fue un largo viaje para superar el miedo escénico y descubrir quién era yo", dice. "Si no te derriban, no puedes ponerte de pie y decir: 'Estoy lista para esto ahora'. Estoy jodidamente lista ahora. Esto es lo que se suponía que debía hacer. Es hora de joder. Vamos. Esta es la primera banda que ha sido seria y se siente bien. No le estoy diciendo al mundo, 'Fóllame, fóllame . Vete a la mierda. No me importa si piensas que soy sexy o no, o si quieres que me quite la camisa. No voy a hacerlo. Voy a agarrar el micrófono y cantar. Eso es lo que vine a hacer ". [7]

El 30 de diciembre de 2014, Rolling Stone incluyó a Dorothy en el número 14 de su lista de los 50 mejores nuevos artistas de 2014 [10].

### 2015 - 2016:Rockisdead
El 23 de febrero de 2015, Complex estrenó el video "Wicked Ones". [11] El 5 de marzo de 2015, Dorothy encabezó un espectáculo en The Satellite en Los Ángeles antes de una serie de actuaciones de SXSW. Siguieron a SXSW con una residencia en abril todos los lunes por la noche en The Satellite, con seguidores como Miguel, Tom Morello y la actriz y modelo australiana Ruby Rose. El 16 de junio de 2015, Dorothy anunció la firma de un contrato de grabación con Roc Nation. La banda también anunció que irían de gira con Miguel a partir del 24 de julio [12]. La canción de la banda "Wicked Ones" se ha utilizado en anuncios televisivos de Levi's y Gatorade. [13] [14] También sirvió como el tema principal del TLC pay-per-view 2015 de WWE.
En febrero de 2016, "Get Up" se utilizó en las promociones de Survivor: Kaôh Rōng. El 24 de junio de 2016, Dorothy lanzó su álbum de estudio debut, Rockisdead.
Dorothy se fue de gira como telonero de Halestorm en primavera y otoño. Cuando se anunció la gira, la cantante principal de Halestorm, Lzzy Hale, fue citada diciendo: "Doy la [...] bienvenida a las recién llegadas Dorothy, que me hacen sentir tan orgulloso del futuro del rock". [15]
En agosto de 2016, la canción de Dorothy "Missile" fue la banda sonora del tráiler de la Serie 2 de Poldark en BBC One. [16]

### 2017 - 2019: 28 days in the valley
El 5 de mayo de 2017, Dorothy lanzó "Down to the Bottom", un sencillo independiente. [17]
El 3 de noviembre de 2017, la canción de Dorothy "Naked Eye" apareció en la banda sonora del documental Served Like a Girl. [18]
El 8 de noviembre de 2019, la canción de Dorothy "Gun in My Hand" apareció en el episodio 20/20 "Growing Up Buttafuoco".
En una entrevista con GSLM el 20 de diciembre de 2017, Martin anunció el segundo álbum de estudio de la banda, llamado 28 Days in the Valley. Ella describió el álbum como teniendo "una energía más femenina ... Tiene una sensación más liviana y brillante, con menos influencia de metal y más Stones. Tiene un ambiente fresco del desierto". [19] El álbum fue lanzado el 16 de marzo de 2018. En 2019, Dorothy encabezó una gira con el abridor Spirit Animal. [20]

### 2020 - Actualidad: Gifts from the holy ghost
El 10 de enero de 2021, Martin anunció a través de su cuenta de Twitter que su nuevo álbum se llamaría "Gifts From The Holy Ghost". En una entrevista con Loudwire, afirmó que el nombre del álbum le llegó después de un incidente en el que fue testigo de la muerte de su técnico de guitarra por una sobredosis de heroína y luego volvió a la vida. "Salgo y lo veo y es azul y verde, y supe que estaba muerto en ese momento. Lo sabía, no sé si alguien ha tenido esta experiencia. Estoy bastante segura de que conoces un cadáver cuando ves uno. [...] Estoy sentada allí respirando y cogida de la mano de mi ingeniero de sonido. Estoy como, 'Quien esté ahí, envíalo de vuelta. Dale otra oportunidad'. Después de unos momentos de silencio, esta voz me dijo: 'Está bien, lo enviaremos de regreso ahora'. Y luego abro los ojos, todo el color había vuelto a su piel. Abrió los ojos y estaba vivo, y no podía creerlo. Gifts from the Holy Ghost fue lanzado el 22 de abril de 2022. [21]